# I Can't Tell You Why
I Can't Tell You Why är en låt av det amerikanska rockbandet Eagles, som är med på deras album The Long Run från 1979. Den skrevs av bandmedlemmarna Timothy B. Schmit, Glenn Frey och Don Henley. Låten spelades in i mars 1978, och var den första låten som slutfördes för albumet. Det  var även den första Eagles-låten med Schmit på sång. Den släpptes som singel i februari 1980 och blev en Billboard  top 10-hit i april samma år, och nådde nummer åtta på Billboard Hot 100 och nummer tre på Adult Contemporary chart. Det var gruppens sista topp 10-hit på Billboard Hot 100.

## Bakgrund
Timothy B. Schmit kom på sångtiteln och komponerade kärnan till "I Can't Tell You Why", som han sedan presenterade för Glenn Frey och Don Henley och de slutförde låten tillsammans. Henley beskrev den färdiga låten som "straight Al Green", och Frey - ett R&B-fan som vuxit upp med musiken i Detroit - var ansvarig för R&B-känslan i låten. Frey sa till Schmit: "Du kan sjunga som Smokey Robinson. Låt oss inte göra något som låter som Richie Furay eller Poco. Vi gör en R&B-låt." 
Schmit beskriver låten som "löst baserad på mina egna erfarenheter". Schmit sa: "Jag hade några skrivsessioner med Don och Glenn och jag kastade ut en massa idéer och den [I Can't Tell You Why] fastnade. Jag hade [komponerat] en ganska stor del av den, inte jättestor, men tillräckligt mycket för att de skulle tänka "Det där kan bli bra" och gå med på det. Så Don, Glenn och jag avslutade den under några nattsessioner."  "När den växte fram i studion... så visste jag att det var en fantastisk låt. Jag [tänkte] 'Ja! Det här är en fantastisk debut för mig.' När vi till slut mixade klart den hade vi en liten lyssnar-fest i studion. När människorna där hörde den vände sig Don mot mig och sa: 'Där har du din första hit.' " 
Schmit sjöng huvudsången på låten, medan Frey och Henley sjöng kontrapunkt. Schmit spelade också bas på låten. Schmit vill minnas att det distinkta basriffet hade utformats av Frey. Gitarrsolot spelas av Glenn Frey.
År 1980 spelade gruppen in en musikvideo till låten. I videon spelar Schmit bas medan Frey spelar elpiano (men enligt skivkonvolutet spelade Frey in gitarrsolot på låten), Henley på trummor, Don Felder på gitarr, Walsh på orgel och Joe Vitale på synthesizer. Joe Walsh spelade alla klaverinstrument på studioinspelningen. Liveversioner av låten släpptes på Eagles Live från 1980 och Hell Freezes Over från 1994.
Schmit framförde också "I Can't Tell You Why" medan han var på turné som medlem i Ringo Starr & His All-Starr Band 1992. Deras framförande av låten gavs ut på Ringo Starr and His All Starr Band Volym 2: Live from Montreux 1993.

## Coverversioner
- 1990 gjorde R&B-sångaren Howard Hewett en cover på "I Can't Tell You Why" som finns med på hans Very Best of Howard Hewett. Den nådde #24 på Billboard Hot R&B / Hip-Hop Singles & Tracks.[9]
- Den amerikanska countryartisten Vince Gill spelade in "I Can't Tell You Why" till Eagles hyllningsalbum Common Thread: The Songs of the Eagles. Schmit körade på inspelningen.[10]  Denna version nådde plats 51 på Hot Country Songs-listan.[11]
- R&B-gruppen Brownstone har en cover av låten med på sitt debutalbum, From the Up Up. Deras version nådde nummer 54 på Billboard Hot 100, nummer 22 på Hot R&B--listan och nummer 27 UK top 75.[12]
- Det alternativa rockbandet Lazlo Bane spelade in låten till sitt coveralbum Guilty Pleasures från 2007.[13]
- 2015 spelade den kanadensiska jazzpianisten och sångaren Diana Krall in låten på sitt album Wallflower. Hennes version nådde nummer 10 på Billboard Smooth Jazz-listan.[14]

## Medverkande
- Timothy B. Schmit: Sång, bas
- Glenn Frey: Backing vocals, leadgitarr (solo)
- Don Henley: Trummor, sång
- Don Felder: Gitarr
- Joe Walsh: Hammondorgel, Fender Rhodes elpiano, ARP String Synthesizer